# Eyak-Athabaskan
Eyak-Athabaskan jezici, naziv za jezike koji čine dio velike Na-Déné porodice kojoj jezgru čine athapaskanski jezici koji se govore od Aljaske do sjevernog Meksika. Ponekad joj se pridodaju i jezici tlingit ili koluschan pa je nazivana i Athabaskan-Eyak-Tlingit. 
Merritt Ruhlen klasične na-dene jezike (eyak, haida ili skittagetan, tlingit ili koluschan i athapaskan) povezuje s jenisejskim jezicima koji su lingvistički bili izolirani, smatrajući da bi mogli ukazivati na jednu od tri migracija naseljavanja Amerike i da su Na-Dene narodi porijekom od danas gotovo nestalih jenisejskih naroda koji su se preko Beringovog prolaza pred kraj ledenog doba naselili u Ameriku. Jenisejskim jezicima danas govorie još samo pripoadnici naroda Ket s rijeke Jenisej.